# Lindeveldmolen

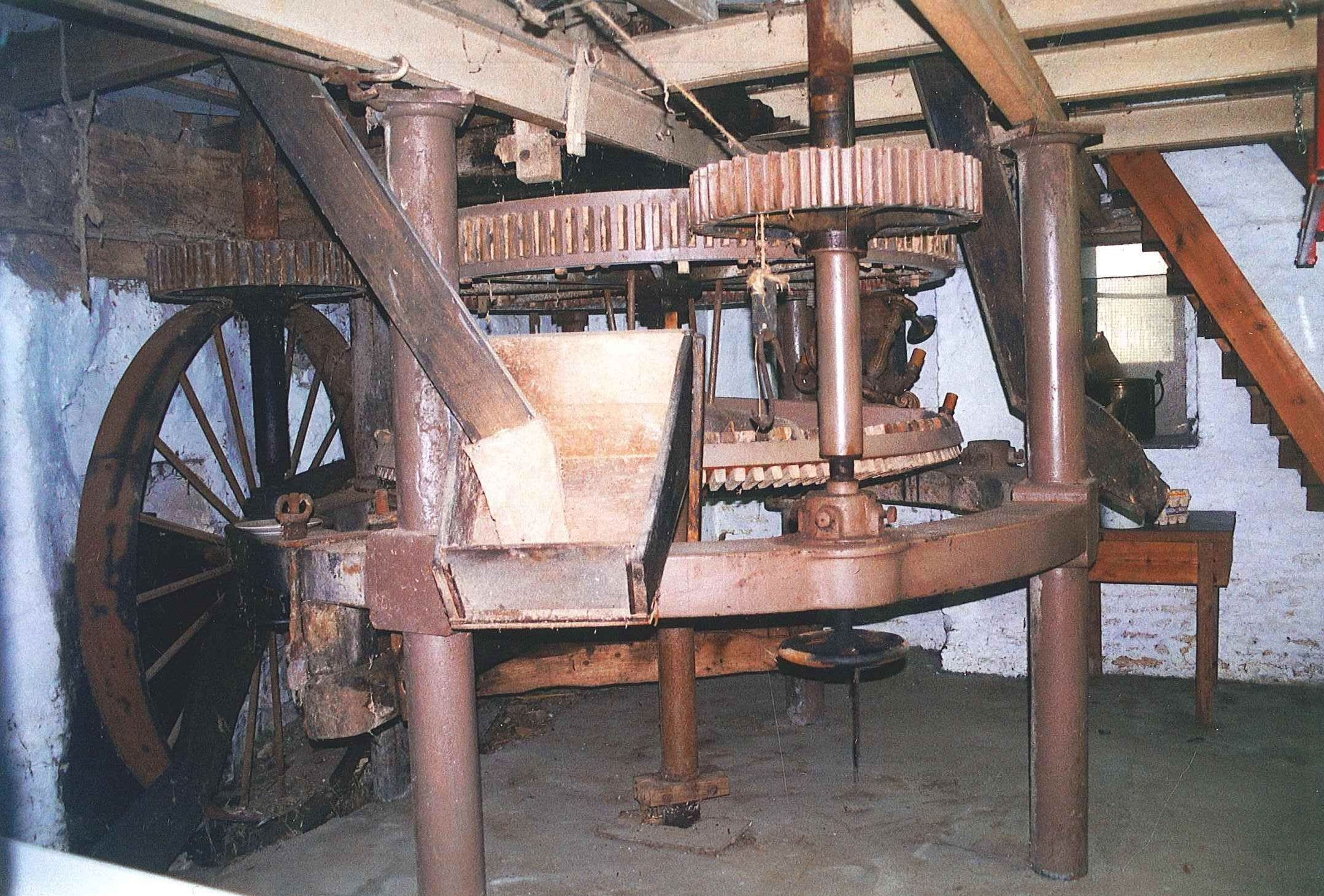

De Lindeveldmolen is een watermolen op de Watermolenbeek in Sint-Martens-Lierde in de Belgische gemeente Lierde (op de grens met Deftinge) in de Vlaamse Ardennen. De korenmolen werd al vermeld in 1243; hij werd het bezit van de priorij van de kartuizers (Sint-Martens-Bos). De onderslagmolen was in bedrijf tot in de jaren 60. In de jaren 70 werd het onderslagrad verwijderd. 
- Inventaris van het Bouwkundig Erfgoed (Vlaanderen): 43913